# Elaine Morgan

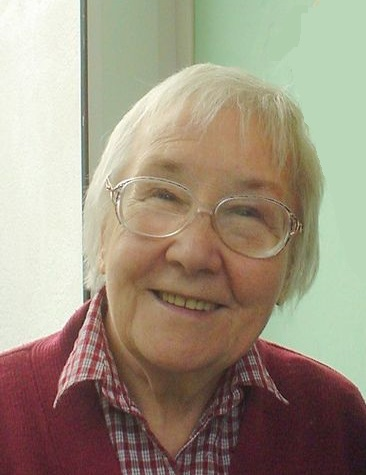
Elaine Morgan (1998)

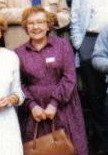
Elaine Morgan (1987)

Elaine Morgan OBE, geborene Floyd (* 7. November 1920 in Pontypridd, Wales; † 12. Juli 2013 in Merthyr Tydfil), war eine britische feministische Schriftstellerin. Sie wurde durch ihre Arbeiten für das Fernsehen bekannt, dazu gehören die Drehbücher für die meisten Episoden von Dr. Finlay's Casebook. Sie ist außerdem Autorin mehrerer Bücher zur Wasseraffen-Hypothese, darunter The Descent of Woman (Der Mythos vom schwachen Geschlecht), The Aquatic Ape (Kinder des Ozeans), The Aquatic Ape Hypothesis und, zuletzt erschienen, The Naked Darwinist. Aus ihrer Feder stammen auch Falling Apart sowie Pinker’s List. Auch in ihren wissenschaftlichen Schriften wurde sie eher als Wissenschaftsautorin denn als Wissenschaftlerin wahrgenommen.
Seit 2003 erschien eine Kolumne von Elaine Morgan in der walisischen Tageszeitung Western Mail.

## Leben
Morgan wuchs in der zu Pontypridd gehörenden Siedlung Hopkinstown auf. Später lebte sie mehrere Jahre in Mountain Ash bei Aberdare. Ein Studium am College Lady Margaret Hall der University of Oxford schloss sie mit einem akademischen Grad in Anglistik ab. Sie war mit Morien Morgan verheiratet († 1997) und wurde Mutter von drei Söhnen, darunter der Physiker und Hypnotherapeut Dylan Morgan (1946–2011).

### Die Wasseraffenhypothese
Morgan begann mit dem Schreiben über wissenschaftliche Themen, nachdem sie populärwissenschaftliche Darstellungen der Savannen-Hypothese der Menschwerdung wie die von Desmond Morris gelesen hatte. Sie war irritiert, da die Darstellungen männerzentriert waren. So erklärt die Savannen-Hypothese den Verlust des Körperhaars mit der Notwendigkeit des Schwitzens während der Jagd. Dies würde jedoch nicht den Haarverlust bei Frauen erklären, denen die Savannen-Hypothese die Versorgung der Kinder zuschreibt. Nach wiederholtem Lesen von Desmond Morris’ Der Nackte Affe folgte sie einem Hinweis, nach dem Menschen eine Zeitlang an und im Wasser gelebt hätten, der sogenannten Wasseraffen-Hypothese. Sie wandte sich an Morris, der sie an Alister Hardy verwies. Ihr erstes Buch The Descent of Woman sollte ursprünglich den Weg für Hardys wissenschaftliches Buch bereiten, das er jedoch nie veröffentlichte. In späteren Büchern versuchte sie, wissenschaftlich oder, wie sie es nannte po-faced (humorlos), zu schreiben. Sie behauptet, als Außenseiter und wissenschaftlicher Laie Anfeindungen von Akademikern ausgesetzt gewesen zu sein. Viele ihrer Bücher scheinen eher die zahlreichen Argumente gegen die Wasseraffenhypothese abwehren als ihre Stärken darzustellen zu wollen. Elaine Morgan unterhielt eine Website, auf der sie ihren Standpunkt vertritt.
Ihr wurde der Gebrauch nachlässiger und unwissenschaftlicher Methoden in ihren wissenschaftlichen Schriften vorgeworfen – so soll sie Zitate systematisch verfälscht haben, um ihre Position in ein besseres Licht zu rücken. Dennoch hat sie mit ihren Ansichten ein breites Publikum erreichen können. Die BBC erzählt im 1998 gesendeten Dokumentarfilm Der Wasseraffe die Geschichte von Morgans Streben nach Anerkennung der Wasseraffenhypothese. Und ihre Hypothese hat die akademische Welt erreicht. So wurde sie 1999 von den Universitäten Tufts, Harvard und Gent als Vortragende zu dem Symposium of Water and Human Evolution eingeladen.
In ihrem zuletzt erschienenen Buch Pinker's List (Pinkers Liste) antwortet sie auf Steven Pinkers Buch The Blank Slate (Das unbeschriebene Blatt) und weist seinen Objektivitätsanspruch zurück. Sie argumentiert damit, dass der von ihm karikierte Glaube an das unbeschriebene Blatt der menschlichen Entwicklung schon längst ausgestorben sei.

## Werke

### Fernsehserien
Morgan schrieb seit 1955 Skripte für zahlreiche Fernsehserien. In der IMDB wird sie 32-mal als Autorin von Episoden genannt, darunter:
- 1963–1970: Dr. Finlay's Casebook (9 Episoden)
- 1975: How Green Was My Valley (Bearbeitung des gleichnamigen Buches)
- 1979: Testament of Youth (Bearbeitung des gleichnamigen Buches)
- 1981: The Life and Times of David Lloyd George
- 1989: Campion (2 Episoden)

## Auszeichnungen
Elaine Morgan wurde mit je zwei Preisen der British Academy Cymru BAFTA und der Writers Guild of America ausgezeichnet. Sie schrieb das Skript für die BBC-Horizon Folge über Joey Deacon, einen schwerstbehinderten Autor. Dieser Dokumentarfilm wurde 1975 mit dem Prix Italia ausgezeichnet. Von der Royal Television Society wurde sie mit dem Writer of the Year Award für ihre Serie Testament of Youth ausgezeichnet.
Im Dezember 2006 wurde ihr die Ehrendoktorwürde der University of Glamorgan verliehen. Am 13. Juni 2009 wurde sie wegen ihrer Verdienste um Literatur und Bildung in den Order of the British Empire aufgenommen.
Am 18. März 2022 wurde vor dem Krankenhaus Meddygfa Glan Cynon Surgery in Mountain Ash, South Wales, eine Bronzestatue von Elaine Morgan enthüllt. Die Initiative für das Denkmal ging von der Monumental Welsh Women group aus. Die Statue wurde von der Bildhauerin Emma Rodgers geschaffen.